# Vittorio Baravalle
Vittorio Baravalle (Fossano, 25 aprile 1855 – Milano, 4 aprile 1942) è stato un compositore italiano.

## Biografia
Ha composto le opere Andrea del Sarto (1890), Iglesias e Il Sabato del villaggio (1883).
Un istituto musicale è dedicato a Vittorio Baravalle nella città di Fossano.

## Opere
L'opera Andrea del Sarto fu rappresentata con successo al Carignano di Torino nel 1890 e ripreso al Costanzi di Roma nell'aprile del 1891  ancora con buon successo in cinque repliche, ma successivamente lotte tra editori fecero uscire lìopera dal grande giro internazionale 
Iglesias o cuore sardo è un bozzetto in un atto rappresentato a Torino nel 1907 